# 베스테르노를란드주

베스테르노를란드 주의 문장

베스테르노를란드 주의 위치

베스테르노를란드주(스웨덴어: Västernorrlands län)는 스웨덴 북부에 위치한 주로 주도는 헤르뇌산드이며 면적은 55,401km2, 인구는 259,239명(2011년 기준)이다. 남쪽으로는 예블레보리주, 서쪽으로는 옘틀란드주, 북쪽으로는 베스테르보텐주와 접하며 동쪽으로는 보트니아만과 접한다.

## 자치시

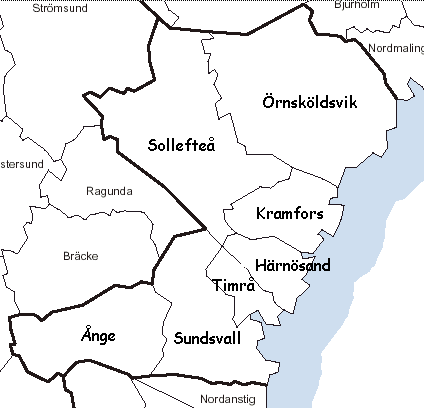
베스테르노를란드 주의 자치시

베스테르노를란드주는 7개 자치시로 구성되어 있다.
- 헤르뇌산드시 (Härnösand)
- 크람포르스시 (Kramfors)
- 솔레프테오시 (Sollefteå)
- 순스발시 (Sundsvall)
- 팀로시 (Timrå)
- 옹에시 (Ånge)
- 외른셸스비크시 (Örnsköldsvik)